# 시마토촌
시마토촌(島門村)은  1889년 4월 1일부터 1929년 4월 1일까지  후쿠오카현 온가군에 있던 촌이다. 현재의 온가정의 일부에 해당한다.

## 역사
- 1889년 4월 1일 - 정촌제 시행에 의해 온가군 시마토촌이 성립하였다.
- 1929년 4월 1일 - 아사기촌과 합병해 온가촌이 신설하여 폐지되었다.

## 참고문헌
- 角川日本地名大辞典 40 福岡県
- 『市町村名変遷辞典』東京堂出版、1990年。